# Häfen und Güterverkehr Köln

Historisches Logo der HGK

Die Häfen und Güterverkehr Köln AG (HGK) ist ein Tochterunternehmen der Stadtwerke Köln (SWK) mit den Geschäftsschwerpunkten Eisenbahngüterverkehr, Binnenfrachtschifffahrt, Hafenumschlag, Fahrzeugwerkstatt, Netzvorhaltung und Immobilienvermietung. Die Aktivitäten des Eisenbahngüterverkehrs und die Hafengeschäfte hat die HGK im August 2012 in die RheinCargo eingebracht, ein Joint-Venture mit den Neuss-Düsseldorfer Häfen.

## Gründung und Expansion

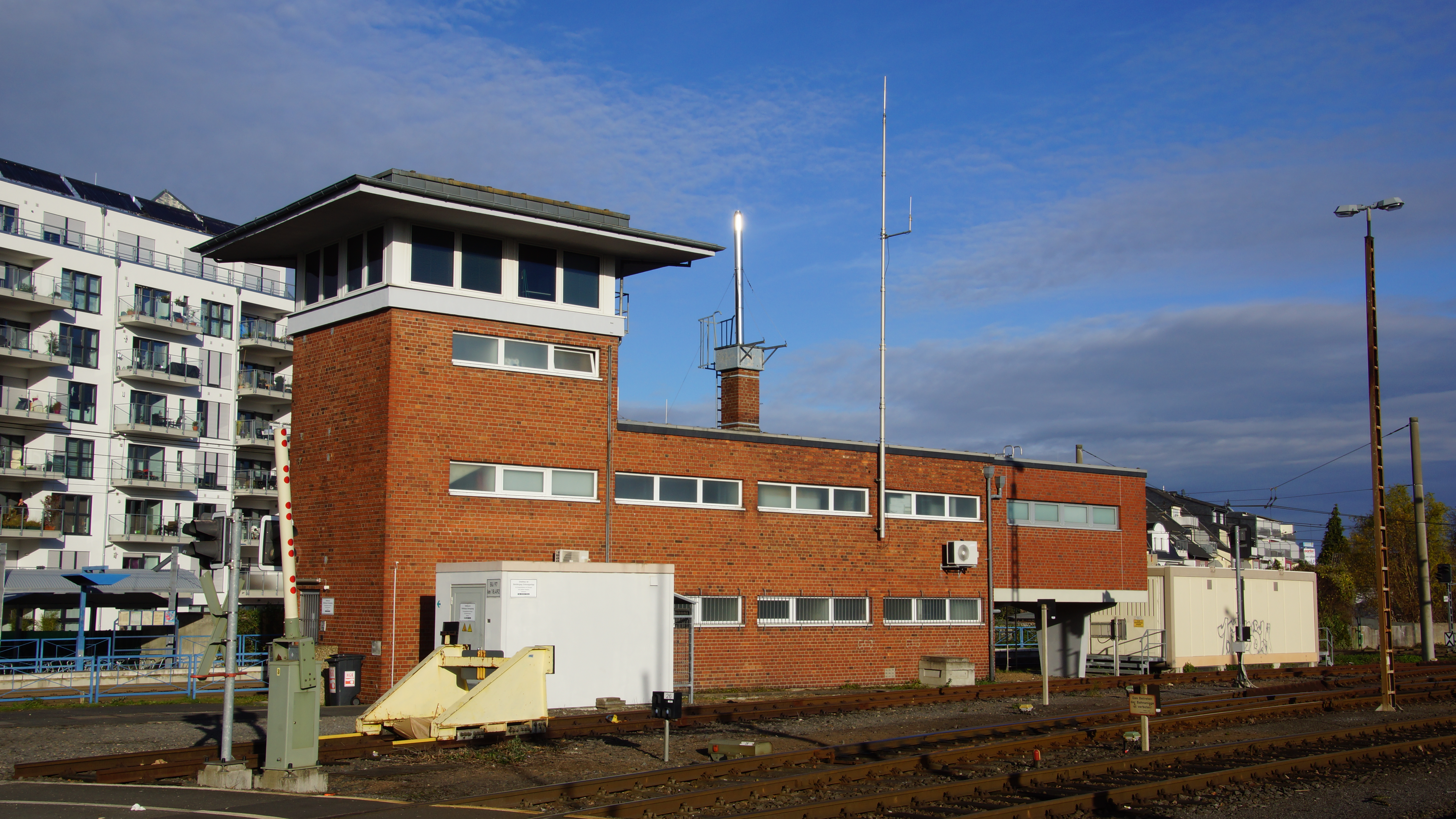
Stellwerk Bahnhof Frechen

Die Häfen und Güterverkehr Köln AG (HGK) ist eine aufnehmende Verschmelzung der bis 30. Juli 1992 wirkenden Tochtergesellschaft der Stadtwerke Köln GmbH, Häfen Köln GmbH (HKG) und der in einer Verwaltungsgemeinschaft bei der Kölner Verkehrs-Betriebe AG (KVB) eingebundenen selbstständigen Köln-Bonner Eisenbahnen AG (KBE), Betriebszweig Eisenbahngüterverkehr (Umschlag), rückwirkend zum 1. Januar 1992. Am Gründungstag kaufte die HGK dann die Köln-Frechen-Benzelrather Eisenbahn (KFBE), Betriebszweig Güterverkehr der Kölner Verkehrs-Betriebe (KVB), von den KVB. Die Gründung der HGK wurde im Zuge einer Neuorganisation der Stadtwerke Köln GmbH zum 1. Juli 1992 vollzogen, wobei die HGK eine Tochtergesellschaft der Stadtwerke Köln GmbH mit 54,5-%iger Beteiligung bleibt.
Am 1. August 2020 übernahm die HGK die europäischen Binnenschifffahrtsaktivitäten der Imperial Logistics International B.V. & Co. KG und ist somit nicht nur im Betrieb von Hafen- und Bahninfrastruktur (Gleisanlagen und Bahnbetriebswerk Brühl-Vochem), sondern auch in der Frachtschifffahrt tätig. Dadurch kann das Unternehmen trimodale Angebote im Rheinland und darüber hinaus anbieten. Des Weiteren wurde so das Logistik-Know-How im Transport von Gasen und Chemieprodukten erweitert. Durch den Aufkauf der Imperial-Binnenschifffahrts-Aktivitäten gehört die HGK zu den größten Binnenschifffahrtsunternehmen Europas. Gleichzeitig wurde ein neues Firmenlogo eingeführt sowie die Struktur der Unternehmensbereiche umgebaut, der HGK-Aufsichtsrat beschloss Anfang Mai 2021 die Erweiterung des Vorstandes der HGK um ein drittes Mandat. Die Besetzung des neuen Ressorts sollte zum 1. Januar 2022 vollzogen werden. Stand November 2024 besteht der HGK-Vorstand aus drei Mitgliedern: CEO, COO und CFO.

## Geschäftsbereiche der HGK Integrated Logistics Group
- HGK Logistics and Intermodal (Besitz der Häfen in Köln, operativer Betrieb durch RheinCargo, Logistikzentrum in Ladenburg)
- HGK Shipping (Binnenschifffahrts-Aktivitäten)
- HGK Rail Operations (Beteiligung am Unternehmen RheinCargo)
- HGK Infrastructure and Maintenance (Betrieb von Eisenbahninfrastruktur sowie dem Betriebswerk Brühl-Vochem)
- HGK Real Estate (Verwaltung und Vermietung von Immobilien)

## Häfen
Nach Duisburg ist Köln der zweitgrößte Binnenhafen Deutschlands Vier der insgesamt fünf Häfen werden noch für den Frachtumschlag genutzt. Ab August 2012 hat das Joint-Venture RheinCargo die aktiven Hafengeschäfte übernommen, bei der HGK verblieb der Immobilienbesitz in den Häfen
- Niehl II
- Niehl I
- Deutzer Hafen
- Rheinauhafen (ohne Frachtumschlag)
- Godorfer Hafen

## Schieneninfrastruktur

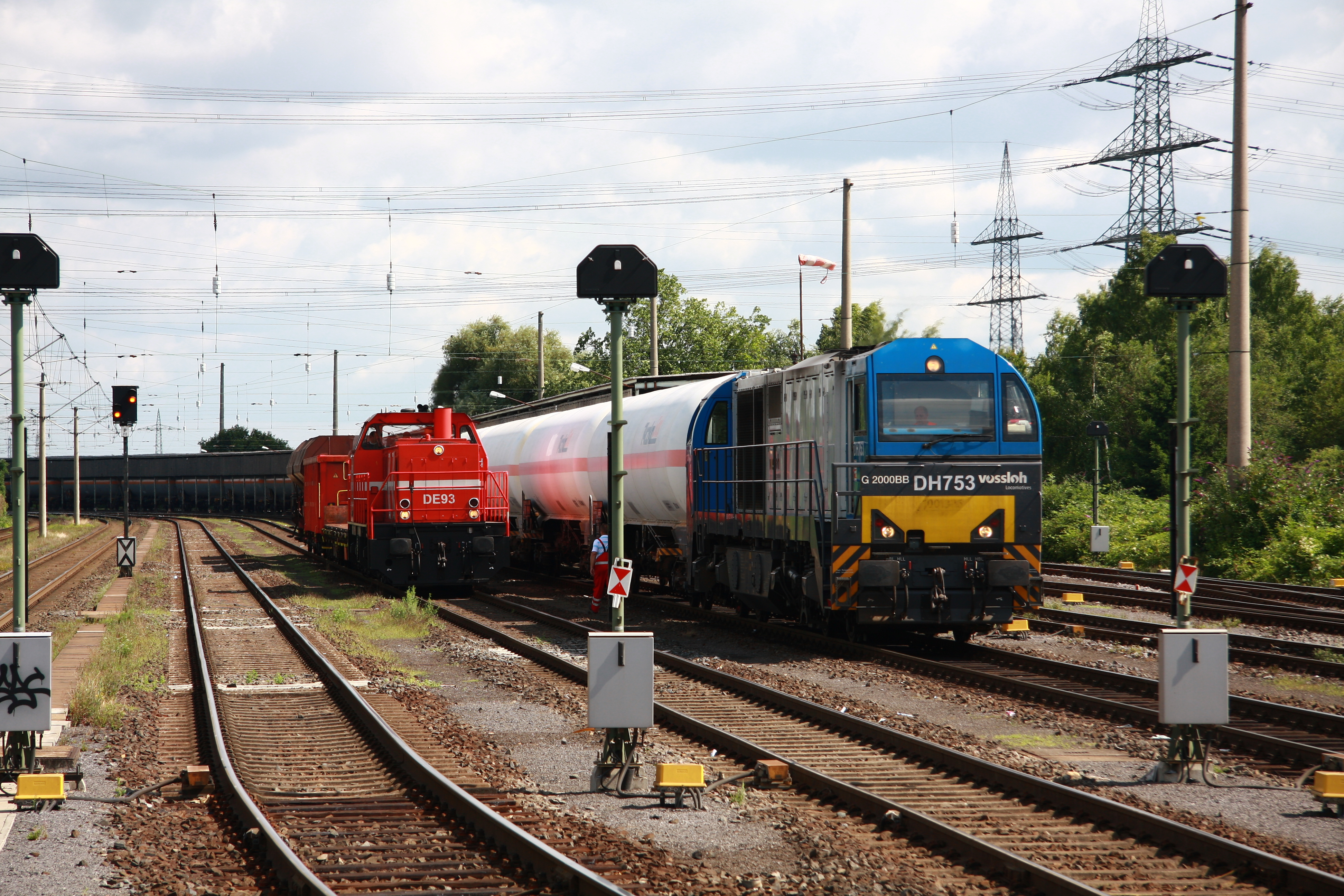
Eine Vossloh G 2000 BB und eine MaK DE 1002 warten im Bahnhof Brühl-Vochem

Die HGK betreibt als Eisenbahninfrastrukturunternehmen Strecken mit einer Länge von ca. 94 Kilometern. Die Länge der Gleise beträgt insgesamt rund 250 Kilometer, damit werden 66 Gleisanschlüsse mit dem öffentlichen Eisenbahnnetz verbunden. Folgende Strecken werden bzw. wurden von der HGK unterhalten:
- Industriebahn Zons-Nievenheim (IZN)
- Köln-Niehl–Frechen (KFBE)
- Industriestammgleise I und II
- Deutzer Hafenbahn
- Köln-Sülz–Berrenrath
- Rheinuferbahn
- Vorgebirgsbahn
- Brühl-Vochem–Köln-Godorf Hafen

Das Verkehrsaufkommen beträgt etwa 13,1 Millionen Tonnen.
Das Gleisnetz der HGK steht als öffentliche Eisenbahninfrastruktur allen Eisenbahnverkehrsunternehmen offen. Regelmäßiger Personenverkehr wird von den Kölner Verkehrsbetrieben (KVB) und den Stadtwerken Bonn (SWB) betrieben (Stadtbahnlinien 7, 16, 17, 18 und 68), Transporte im Güterverkehr werden u. a. von der Mittelweserbahn (MWB, nach Brühl-Vochem und Köln-Bickendorf), der Rurtalbahn GmbH (RTB, nach Köln-Bickendorf) und der LOCON Logistik & Consulting (Köln-Niehl Hafen) befahren.

### Fahrzeugwerkstätten
In Brühl-Vochem (Rheinland) betreibt die HGK eine Lok- und Wagenwerkstatt. Sie wird von mehreren Eisenbahnverkehrsunternehmen über den Bahnhof Brühl erreicht, die Arbeiten an Triebfahrzeugen im Betriebswerk der HGK durchführen lassen.

## Eisenbahngüterverkehr

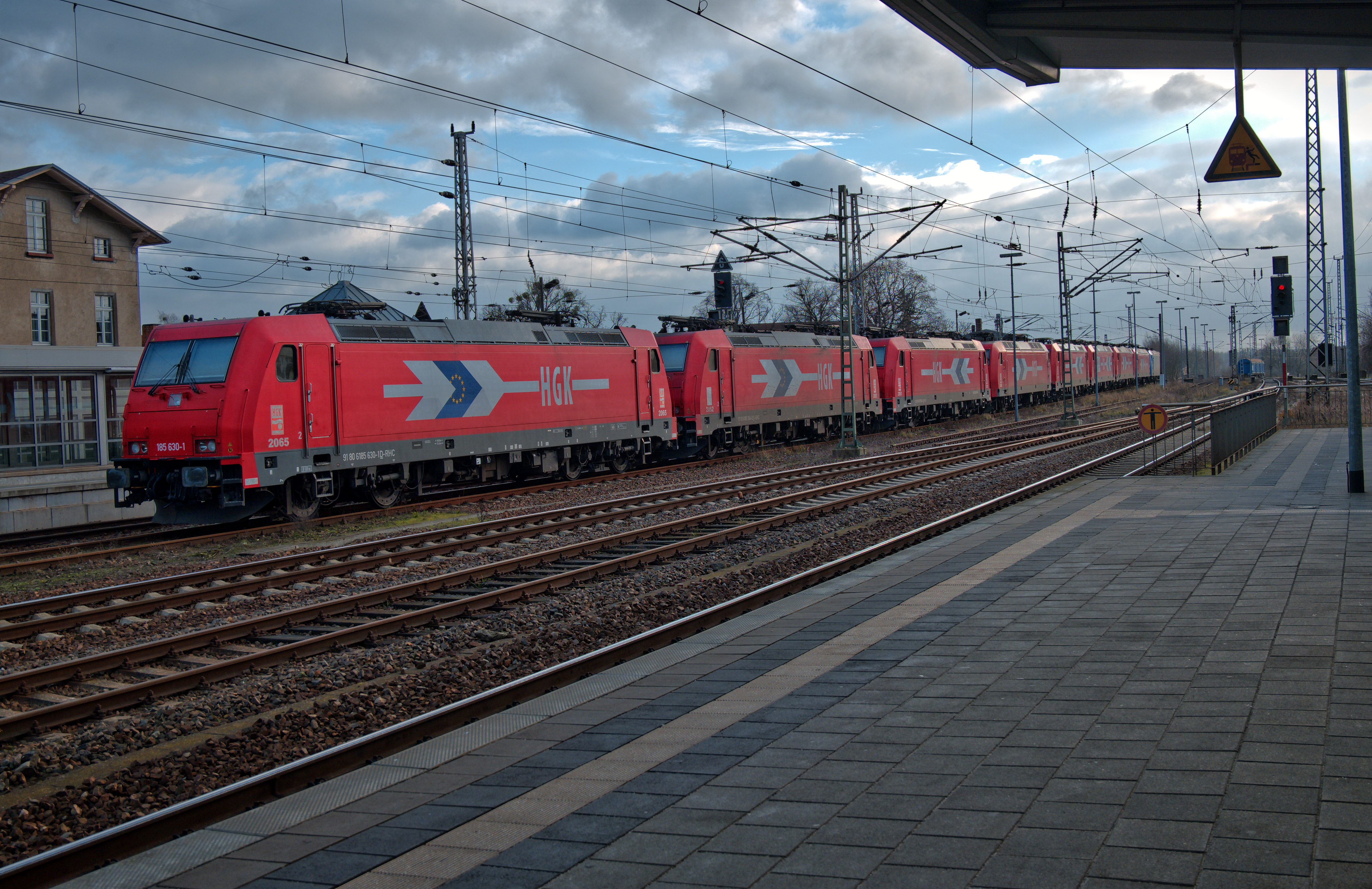
Neun Lokomotiven der RheinCargo

Die HGK hat sich zwanzig Jahre lang als Eisenbahnverkehrsunternehmen (EVU) im Eisenbahngüterverkehr betätigt. Im August 2012 übertrug die HGK diesen Teil ihres aktiven Geschäfts auf die RheinCargo GmbH & Co. KG, einer gemeinsamen Tochtergesellschaft mit den Neuss-Düsseldorfer Häfen.

## Fahrzeuge
Die HGK besaß bis zur Ausgliederung des operativen Geschäfts an die RheinCargo 45 Diesellokomotiven, 19 Elektrolokomotiven und 648 Güterwagen (Stand 2011).

### Lokomotiven
Für den regionalen und überregionalen Güterverkehr setzte die HGK verschiedene Lokomotivtypen ein. Aufgelistet sind die zuletzt in Betrieb befindlichen Triebfahrzeuge, die zum Teil angemietet bzw. geleast waren.
Die DE 12 war nach einem Brand im Führerstand nicht mehr im Einsatz und im HGK-Bahnbetriebswerk Brühl-Vochem abgestellt. Ihre Schwesterlok DE 11 erlitt dasselbe Schicksal, sie wurde aber mittlerweile nach Kiel zum dortigen Voith-Werk überführt und anschließend dort umgebaut. DE 12 soll als Denkmallok zukünftig am Bootshafen in Kiel auf einem Sockel an Kiels große Zeiten als Lokbaustandort erinnern.
| Betriebsnummer(n)                               | Typ               | Anzahl   | Baujahr(e)          | Hersteller   | Achsfolge | Leistung | Bild  | Bemerkung |
| ----------------------------------------------- | ----------------- | -------- | ------------------- | ------------ | --------- | -------- | ----- | --- |
| DE 11 / DE 13                                   | MaK DE 1024       | 2 (ex 3) | 1989                | MaK Kiel     | Co’Co’    | 2650 kW  | DE 12 | verschrottet im August 2020 |
| V 21 / 22                                       | MaK G 321 B       | 2        | 1981                | MaK Kiel     | B         | 246 kW   | V 21  | V 21 mit Funkfernsteuerung ausgerüstet |
| DH 711–717                                      | Vossloh G 1000 BB | 7        | 2009, 2011          | Vossloh Kiel | B’B’      | 1100 kW  | DH 57 | DH 711 / 714 - 717 auf LED-Zugsignalleuchten umgerüstet |
| DE 61 / 62 (Eigentum) DE 67 / 668–672 (geleast) | EMD JT42CWR       | 8        | 1999–2004           | GM EMD       | Co’Co’    | 2238 kW  | DE 62 | DE 62 besitzt den originalen, amerikanischen Führerstand DE 62 trägt den Namen Uli Otto DE 67 / 668–672 geleast von Beacon Rail Leasing DE 668 trägt den Namen Klaus Meschede DE 671 auf LED-Zugsignalleuchten umgerüstet Alle Lokomotiven (außer DE 67) im silbergrauen Design der HGK-Tochter RheinCargo |
| DE 71–76 DE 81–86 DE 91–94                      | MaK DE 1002       | 16       | 1986/1987 bzw. 1993 | MaK Kiel     | B’B’      | 1320 kW  | DE 93 | teilweise mit Funkfernsteuerung ausgerüstet, auf LED-Zugsignalleuchten umgerüstet, Einbau Fernlichtfunktion bei der HU |

| Betriebsnummer(n)       | Typ                      | Anzahl | Baujahr(e) | Hersteller        | Achsfolge | Leistung | Bild            |
| ----------------------- | ------------------------ | ------ | ---------- | ----------------- | --------- | -------- | --------------- |
| 2001+2002               | BR 145                   | 2      | 2000       | ADtranz Kassel    | Bo’Bo’    | 4200 kW  | DE 12           |
| 185 521 185 526 185 575 | Bombardier TRAXX F140AC  | 3      | 2003–2006  | Bombardier Kassel | Bo’Bo’    | 5600 kW  | 185 523         |
| 2051–2057 2061–2067     | Bombardier TRAXX F140AC2 | 14     | 2008       | Bombardier Kassel | Bo’Bo’    | 5600 kW  | 185 584 und 582 |

Aufgelistet sind nur die Lokomotiven, die sich entweder im Eigentum der HGK befinden oder langfristig gemietet bzw. geleast sind.

Nicht aufgelistet sind vor allem Elektrolokomotiven, die bei anderen Eisenbahnverkehrsunternehmen kurzzeitig angemietet sind.
Daneben besaß die HGK ca. 648 Güterwagen, zwei Zweiwege-Unimog (Netz-Wesseling und Technik-Vochem) sowie Gleisbaufahrzeuge wie SKL und VT 1.
Im Frühjahr 2009 führte die HGK als erstes Unternehmen in Zentraleuropa erfolgreich eine Hauptuntersuchung an einer Class 66 durch.

## Beteiligungen
Die HGK hält Anteile an den folgenden Unternehmen:
- HGK Shipping (100 %)
- NESKA Schiffahrts- und Speditionskontor GmbH, Duisburg (100 %) Umschlag und Transport von 9,3 Mio. t Gütern (2018)
- RheinCargo GmbH & Co. KG (50 %)[13] Umschlag und Transport von 44,2 Mio. t Gütern (2018)
- RheinCargo Verwaltungs-GmbH
- Fusion Cologne GmbH (100 %)
- Rheinfähre Köln-Langel/Hitdorf GmbH (50 %)
- Rheinauhafen-Verwaltungsgesellschaft mbH (RVG) (26 %)
- Chemiepark Knapsack Cargo GmbH (26 %)
- DKS Dienstleistungsgesellschaft für Kommunikationsanlagen des Stadt- und Regionalverkehrs mbH (25,5 %)
- BEKA Einkaufs- und Wirtschaftsgesellschaft für Verkehrsunternehmen mbH (0,3 %)